# اس‌ام یوسی-۴
اس‌ام یوسی-۴ (به انگلیسی: SM UC-4) یک زیردریایی بود که طول آن ۱۱۱ فوت ۶ اینچ (۳۳٫۹۹ متر) بود. این زیردریایی در سال ۱۹۱۵ ساخته شد.